# Бокшай, Иосиф Иосифович

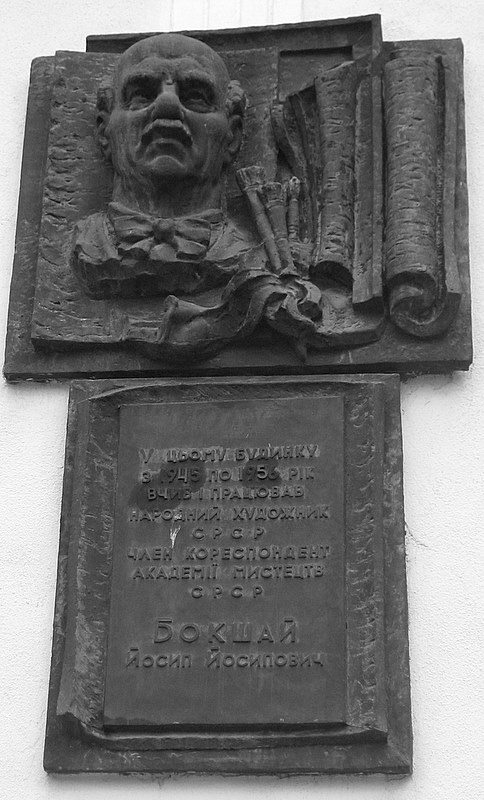
Бюст И. Бокшаю в Ужгороде

Ио́сиф Ио́сифович Бокша́й (укр. Йосип Йосипович Бокшай; венг. Boksay József, 20 сентября (2 октября) 1891, пос. Кобылецкая Поляна, Австро-Венгрия — 19 октября 1975, Ужгород, Украина) — советский украинский художник-живописец, график, педагог. Народный художник СССР (1963).
Один из самых известных художников закарпатской школы.

## Биография
Иосиф Бокшай родился в посёлке Кобылецкая Поляна (ныне в Раховском районе, Закарпатская область, Украина, в семье священника.
Окончил Мукачевскую гимназию, где впервые проявилось его увлечение живописью. После окончания гимназии в 1910 году поступил на педагогическое отделение Венгерской королевской академией изящных искусств (ныне Венгерский университет изобразительных искусств) в Будапеште. Его первым учителем был известный венгерский художник Имре Ревес.
По окончании учёбы в 1914 году с началом Первой мировой войны был мобилизовн в австро-венгерскую армию. В 1915 году попал в плен русской армии. После возвращения весной 1918 года из плена в родное Закарпатье до 1945 года работал художником и педагогом реальной гимназии в Ужгороде.
В 1927 году, вместе с Адальбертом Эрдели основал Ужгородскую художественную школу, а в 1931 — Общество деятелей изобразительных искусств в Подкарпатской Руси.
В 1940 году, вместе с А. Эрдели были инициаторами создания нового объединения «Союз подкарпатских художников».
В 1946 году осуществил первый набор во вновь открытое учебное заведение «Академию Искусств» в Ужгороде — Ужгородское государственное художественно-промышленное училище (ныне Закарпатская академия искусств) и стал одним из первых преподавателей училища на факультете живописи и членом правления областной организации Союза художников. В 1951 году получил приглашение руководить дипломными работами в Институте прикладного и декоративного искусства во Львове (ныне Львовская национальная академия искусств), где работал до 1957 года.
Член-корреспондент Академии художеств СССР (1958). Члены Союза художников СССР.
В зените славы заболел сахарным диабетом и за 4 года до смерти ослеп. Умер 19 октября 1975 года в Ужгороде, где и похоронен на кладбище «Кальвария».

## Творчество
Художник широкого диапазона, особо его талант проявился в станковой и монументальной живописи. Автор многочисленных жанровых композиций, камерной графики, одухотворённых портретов, произведений сакрального искусства и росписей церквей на Закарпатье, в Словакии и Венгрии. Книжный иллюстратор (книги А. Бобульского).
Начиная с 1918 года плодотворно работал в пейзажном жанре, писал натюрморты, портреты и жанровые полотна.
Большинство своих картин художник создавал на природе. Его любимая тема пейзажей — закарпатская осень. Осень художника — это не печальная дождливая пора, а праздник и щедрая к человеку природа. Его картины насыщены светом и мажорностью мировосприятия. И. Бокшай — не только художник, он и психолог, который заставляет своих зрителей переживать гамму эмоций. Отношение к художественным образам со временем у мастера менялось. Пейзажи, написанные в 20-е годы XX века отличаются камерным, интимным звучанием, а более поздним работам уже характерна эпичность, монументальность, невзирая на небольшой размер работ.
На протяжении 1940—1950-х годов создал серию художественных композиций, в которых отобразил перемены, произошедшие в его родном Закарпатье, которые принесли художнику славу, почётные звания и государственные награды.

## Выставки
Персональные выставки: Прага (1926), Ужгород (1926, 1962, 1963, 1971), Киев (1978).
На протяжении 1930-х — начала 1940-х годов успешно участвовал в выставках в Праге, Брно, Братиславе, Кошицах, Будапеште, Ужгороде, Мукачево и др.
Работы художника часто выставляются на всех значимых выставках, которые проходили на Украине и в Советском Союзе.

## Награды и звания
- Заслуженный деятель искусств Украинской ССР (1951)
- Народный художник Украинской ССР (1960)
- Народный художник СССР (1963)
- Орден Трудового Красного Знамени (1971)
- Орден «Знак Почёта» (1948)

## Избранные картины
- Осенний парк (Осінній парк), 1927
- Хатки над джерелом, 1940
- Озеро в горах, 1946
- Ужгород, 1947
- Бокораші, 1948
- Синевир, 1952
- Полонина Рівна, 1954
- Зустріч на полонині, 1957
- Зимний пейзаж (Зимовий пейзаж), 1960
- Стара Верховина, 1968

## Память

Памятник И. Бокшаю и А. Эрдели в Ужгороде

- Именем художника назван Закарпатский областной художественный музей в Ужгороде.
- В Ужгороде установлена мемориальная доска на здании, где И. Бокшай основал художественную школу и долгое время работал.
- В Ужгороде установлен памятник художникам И. Бокшаю и А. Эрдели.